# Dude Ranch
Dude Ranch je druhé studiové album americké hudební skupiny Blink-182. Album vyšlo v roce 1997 a bylo nahrávané ve studiích Big Fish poblíž San Diega. Album obsahuje celkem čtyři singlové nahrávky, "Dammit", "Josie", "Apple Shampoo" a „Dick Lips“, z nichž první dvě jsou obsaženy také v albu Greatest Hits z roku 2005. Album Dude Ranch získalo v roce 1999 platinovou desku.

## Seznam skladeb
1. Pathetic – 2:28
2. Voyeur – 2:43
3. Dammit – 2:45
4. Boring – 1:41
5. Dick Lips – 2:57
6. Waggy – 3:16
7. Enthused – 2:48
8. Untitled – 2:46
9. Apple Shampoo – 2:52
10. Emo – 2:50
11. Josie – 3:19
12. A New Hope – 3:45
13. Degenerate – 2:28
14. Lemmings – 2:38
15. I'm Sorry – 5:37

## Členové
Blink-182
1. Mark Hoppus – zpěv, baskytara
2. Tom DeLonge – zpěv, kytara
3. Scott Raynor – bicí